# Belvue, Kansas
Belvue, Kansas (енгл. Belvue) град је у америчкој савезној држави Канзас.

## Демографија
По попису из 2010. године број становника је 205, што је 23 (-10,1%) становника мање него 2000. године.
| Група             | 2000.       | 2010.       |
| Белци             | 225 (98,7%) | 188 (91,7%) |
| Афроамериканци    | 0 (0,0%)    | 0 (0,0%)    |
| Азијати           | 0 (0,0%)    | 0 (0,0%)    |
| Хиспаноамериканци | 0 (0,0%)    | 14 (6,8%)   |
| Укупно            | 228         | 205         |